# سیارک ۲۲۷۲۴
سیارک ۲۲۷۲۴ (به انگلیسی: 22724 Byatt، نامگذاری:1998SE59) بیست و دو هزار و هفتصد و بیست و چهارمین سیارک کشف شده‌است که در ۱۷ سپتامبر ۱۹۹۸ کشف شد.
قدر مطلق سیارک برابر ۲۸.۲ است.